# Wetar
Wetar (indonesiano: Pulau Wetar) è un'isola dell'Indonesia (provincia di Maluku), situata nel settore meridionale del Mar di Banda, che fa parte delle Isole Barat Daya (letteralmente Isole di Sudovest), di cui è la più estesa.

## Geografia
Wetar si trova ad est delle Piccole Isole della Sonda, che includono le vicine isole Alor e Timor, ma viene considerata parte delle Isole Maluku (Isole Molucche). A sud, lo Stretto di Wetar la separa dall'isola di Timor, che nel punto più vicino dista 56 km, mentre ad ovest, lo Stretto di Ombai, la separa dall'isola di Alor. A sudovest si ha la piccola isola di Liran, e al di là, la piccola isola di Atauro appartenente a Timor Est. A nord si trova il Mar di Banda e ad ovest Romang e Damar, le altre isole principali dell'arcipelago Barat Daya.
Wetar misura 130 km in direzione est-ovest, 45 km in direzione nord-sud e la sua superficie totale e di 3600 km². È circondata da barriere di corallo e mari profondi, molto adeguati alle immersioni subacquee. Al suo interno si trovano montagne impervie, ricoperte da foreste, che raggiungono l'altezza massima di 1412 metri. 
L'isola fa parte di un arco vulcanico che comprende anche le altre isole dell'arcipelago e le Isole Banda, creato dalla collisione della placca indo-australiana e la placca euroasiatica. Wetar, tuttavia, non è principalmente di origine vulcanica, ma è stata originata dalla crosta oceanica, spinta in superficie dalla collisione delle placche.
A nord dell'isola sorge il vulcano Gunungapi Wetar, uno stratovulcano che si innalza per circa 5000 metri, di cui solo 282 metri sopra il livello del mare. Sono state segnalate due forti eruzioni nel 1512 e 1699.
Le principali città su Wetar sono Lioppa a nordovest, Ilwaki a sud, Wasiri a nord, Masapun ad est, e Arwala a nordovest. Questi villaggi sono connessi da strade.

## Clima, flora e fauna
Il clima è simile a quello di Timor, caldo e umido, con intense piogge stagionali sulla base dei monsoni. Il territorio è per la maggior parte ricoperto da foreste secche tropicali, con molti alberi che perdono le loro foglie nella stagione asciutta.
Assieme alle altre isole vicine, Wetar forma parte della Wallacea, un'area di piccole isole in mezzo all'Oceano Pacifico, circondate da acque molto profonde, separate dalla piattaforma continentale sia dell'Asia che dell'Australia. La regione è nota per la sua fauna e flora inusuale, a metà strada tra quella dei due continenti, e Wetar conferma queste caratteristiche. L'isola possiede 162 specie di uccelli, tre delle quali sono endemiche e quattro specie a rischio. Sull'isola vive anche una specie rara, la colomba di Wetar, che ha preso il nome proprio da quest'isola, anche se se ne trovano esemplari a Timor Est. Sull'isola vive anche una sottospecie esclusiva di Liasis mackloti, ovvero "pitone acquatico di Timor", il L. m. dunni.

## Economia
L'occupazione principale è l'agricoltura di sussistenza, in particolare la coltivazione di sago. Vengono esportati gusci di tartaruga, nelle regioni dove il commercio di tale prodotto non è bandito.
Wetar possiede un buon numero di miniere d'oro, che sono state gestite malamente, in modo tale da costituire un grave danno per l'ambiente

## Cultura

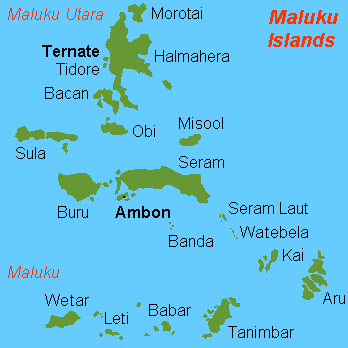
Carta delle isole Molucche

Sull'isola sono presenti un certo numero di linguaggi Timor, ramo delle lingue malese-polinesiana, che sono endemiche di Wetar. Il Wetarese, che è anche parlato nelle isole vicine di Liran e Atauro, è una di queste lingue. Altre includono Aputai, Ili'uun, Perai, Talur e Tugun. Queste sono parlate da piccoli gruppi di circa 1000 persone ciascuno. L'indonesiano, lingua nazionale, o quella regionale ambonese malese, sono comunemente parlate.
La maggioranza degli abitanti di Wetar sono di discendenza papuana. Molti sono musulmani, ma altresì esiste una discreta minoranza cristiana.